# Jan Karol Scipio del Campo
Jan Karol Scipio del Campo (ur. 28 lutego 1801 w Dzikowie, zm. 3 stycznia 1890 w Krakowie) – polski duchowy katolicki, ksiądz kanonik Kapituły Krakowskiej, bibliofil.

## Życiorys
Pochodził z włoskiej rodziny Scipio del Campo, jego rodzicami byli Karol (1767–1831) generał major w powstaniu kościuszkowskim oraz Marianna Tarnowska (1780–1849). Wstąpił do warszawskiego seminarium księży misjonarzy. Po otrzymaniu pierwszych święceń wyjechał w 1822 do Rzymu na dalsze studia teologiczne. Rozwinął tu przy okazji swe zamiłowania historyczne i artystyczne. Święcenia kapłańskie przyjął w 1826 w Rzymie z rąk kardynała Carlo Odescalchiego. W 1830 przyjechał do Krakowa. W 1835 został kanonikiem, w 1880 kustoszem, a od 1885 był dziekanem kapituły krakowskiej. W latach 1835–1838 pełnił funkcję senatora Rzeczypospolitej Krakowskiej. 23 grudnia 1872 został członkiem Akademii Umiejętności. Należał do Komisji Historycznej i do 1882 kierował jedną z jej trzech sekcji, opracowującą opis diecezji krakowskiej. Od 1875 był też członkiem Komisji Archeologicznej. Został prezesem komitetu odbudowy kościołów dominikanów i franciszkanów po wielkim pożarze miasta Krakowa w 1850. Od 1858 należał do Towarzystwa Przyjaciół Sztuk Pięknych. W latach 1866–1881 był członkiem czynnym Towarzystwa Gospodarczo-Rolniczego w Krakowie. Biblioteka Jana Karola, licząca 1000 tomów, została przekazana do Dzikowa.
Został pochowany na cmentarzu Rakowickim w grobowcu kanoników kapituły krakowskiej w kwaterze Ld.